# サイモン・ベイカー
サイモン・ベイカー（Simon Baker, 1969年7月30日 - ）は、オーストラリアのタスマニア出身の俳優、プロデューサー、映画監督。

## プロフィール
身長：178cm
体重：74kg
髪の色：金
瞳の色：薄青緑

## 略歴
オーストラリアでTV俳優として活躍後、同じオーストラリア出身のガイ・ピアースやラッセル・クロウらと共演した『L.A.コンフィデンシャル』（クレジットにはサイモン・ベイカー・デニーで表記されている）の不運な俳優マット・レイノルズ役でアメリカ映画デビューを飾る。
その後もアン・リー監督によるアメリカ南北戦争時代を舞台にした人間ドラマ『楽園をください』やヴァル・キルマー、キャリー＝アン・モスと共演したSF映画『レッド・プラネット』、チャールズ・シャイア監督の『マリー・アントワネットの首飾り』などに出演し、順調にキャリアを重ねた。2005年には中田秀夫監督のハリウッド・デビュー作となった『ザ・リング2』とジョージ・A・ロメロ監督の20年ぶりの新作となったゾンビ映画『ランド・オブ・ザ・デッド』に主演。
アメリカにおけるテレビキャリアは、2001年秋より3シーズン続いたCBSの『堕ちた弁護士 -ニック・フォーリン-』で主役のニック・フォーリンを演じた。2006年の秋からはレイ・リオッタ、ヴァージニア・マドセン主演の『Smith』に出演している。2008年秋からCBSで始まった『THE MENTALIST メンタリストの捜査ファイル』では、主役のパトリック・ジェーンを演じる。初回を1560万人が視聴し、その後もシーズンを通じて高視聴率を維持。このドラマでエミー賞、ゴールデングローブ賞、映画俳優組合賞（SAG）などの主演男優賞にノミネートされる。また、米TVガイド誌の「最もセクシーな男」に選ばれるなど、一躍大ブレイクを果たす。2010年の段階で、番組出演のための契約金は3000万ドル以上（約25億円）となった
2007年、日産自動車エルグランドの日本でのテレビCMに出演。

## 私生活
サーフィン、水球が得意。特にサーフィンは、ニューサウスウェールズ州の大会で優勝するほどの腕前である。
女優のレベッカ・リグと結婚している。リグとの間に1993年生まれの長女（ステラ・ブリーズ）、1998年生まれの長男（クロード・ブルー）、2001年生まれの次男（ハリー・フライデー）がいる。おしどり夫婦として知られているが、気楽でいることが仲の秘訣という考えから結婚記念日などを祝うことはしないとインタビューで語ったことがある。2021年4月離婚が報じられた。
2021年11月、交際していたデザイナー、ローラ・メイ・ギブスとの破局を発表した。
母親が再婚したため名前がサイモン・ベイカー・デニーになったが、成人後再びサイモン・ベイカーに戻した。異父姉が1人いて姉は医者である。

## 出演作品

### 映画
| 公開年 | 邦題 原題                                                 | 役名                           | 備考                           |
| ------ | --------------------------------------------------------- | ------------------------------ | ------------------------------ |
| 1997   | L.A.コンフィデンシャル L.A. Confidential                  | マット・レイノルズ             | サイモン・ベイカー・デニー名義 |
| 1997   | クロスゲージ Most Wanted                                  | スティーブン・バーンズ         | サイモン・ベイカー・デニー名義 |
| 1998   | レストラン Restaurant                                     | ケニー                         | サイモン・ベイカー・デニー名義 |
| 1998   | 裏切りのKiSS Judas Kiss                                   | ジュニア・アームストロング     | サイモン・ベイカー・デニー名義 |
| 1999   | シビル・ガン 楽園をください Ride with the Devil           | ジョージ・クライド             |                                |
| 2000   | サンセット・ストリップ Sunset Strip                       | マイケル                       |                                |
| 2000   | レッドプラネット Red Planet                               | チップ・ペテンギル             |                                |
| 2001   | マリー・アントワネットの首飾り The Affair of the Necklace | レトー・ド・ヴィレット         |                                |
| 2004   | サイモン・ベイカー 結婚の条件 Book of Love                | デヴィッド・ウォーカー         |                                |
| 2005   | ザ・リング2 The Ring Two                                  | マックス・ローク               |                                |
| 2005   | ランド・オブ・ザ・デッド Land of the Dead                 | ライリー                       |                                |
| 2006   | Something New                                             | ブライアン・ケリー             |                                |
| 2006   | プラダを着た悪魔 The Devil Wears Prada                    | クリスチャン・トンプソン       |                                |
| 2007   | セックス・カウントダウン Sex and Death 101                | ロデリック                     |                                |
| 2009   | 下宿人 The Lodger                                         | マルコム                       |                                |
| 2009   | リピート 〜許されざる者〜 Not Forgotten                   | ジャック・ビショップ           |                                |
| 2009   | EROTICS 美しい女たち Women in Trouble                     | トラヴィス・マクファーソン     |                                |
| 2010   | キラー・インサイド・ミー The Killer Inside Me             | ハワード・ヘンドリックス郡検事 |                                |
| 2011   | マージン・コール Margin Call                              | ジャレッド・コーエン           |                                |
| 2013   | I Give It a Year                                          | ガイ・ハープ                   |                                |
| 2017   | ブレス あの波の向こうへ Breath                            | サンドー                       | 兼監督・製作・脚本             |
| 2018   | 私のニューヨーク Here and Now                             | ニック                         |                                |
| 2019   | High Ground                                               | トラヴィス                     | 兼製作総指揮                   |

### テレビシリーズ
| 放映年    | 邦題 原題                                              | 役名                 | 備考                      |
| --------- | ------------------------------------------------------ | -------------------- | ------------------------- |
| 1993-1994 | Home and Away                                          | ジェームズ           | 6エピソードに出演         |
| 1995-1997 | Heartbreak High                                        | トム・サマーズ       | 8エピソードに出演         |
| 2001-2004 | 堕ちた弁護士 -ニック・フォーリン- The Guardian         | ニック・フォーリン   | 主演で67エピソードに出演  |
| 2006-2007 | Smith                                                  | ジェフ・ブリーン     | 7エピソードに出演         |
| 2008-2015 | THE MENTALIST メンタリストの捜査ファイル The Mentalist | パトリック・ジェーン | 主演で151エピソードに出演 |

## 参照
1. ↑  “The Mentalist star Simon Baker on wife Rebecca Rigg and the children in Los Angeles”.   Daily Telegraph (2011年4月12日). 2012年6月29日閲覧。
2. ↑  『メンタリスト』終了から4年！パトリックやテレサは今何をしている？ - ライブドアニュース
3. ↑  Guglielmi, Jodi. “The Mentalist's Simon Baker and Wife Rebecca Rigg Split After 29 Years of Marriage” (英語). PEOPLE.com. 2021年11月10日閲覧。
4. ↑  November 10, Vanessa Etienne. “Simon Baker Splits from Girlfriend Laura Gibbs After She Attends Anti-Vaxx Protest” (英語). PEOPLE.com. 2021年11月10日閲覧。